# Metropolitana di Torino
La metropolitana di Torino è una linea di metropolitana a servizio della città di Torino.
È stata la prima metropolitana in Italia a guida automatica, nonché la prima, e fino a oggi l'unica, a utilizzare convogli di tipo VAL.
Venne inaugurata il 4 febbraio 2006 in occasione dello svolgimento dei XX Giochi olimpici invernali ed è simile alle metropolitane di Lilla, Tolosa e Rennes, in Francia.
È gestita dal Gruppo Torinese Trasporti (GTT), società concessionaria di tutti i servizi di trasporto pubblico locale di Torino.

## Rete
La rete metropolitana è attualmente composta da una sola linea.
| Inizio | Fine    | Apertura | Ultima estensione | Tracciato | Stazioni | Tipologia | Materiale rotabile | Passeggeri giornalieri (2018) | Tempo di percorrenza | Numero treni |
| ------ | ------- | -------- | ----------------- | --------- | -------- | --------- | ------------------ | ----------------------------- | -------------------- | ------------ |
| Fermi  | Bengasi | 2006     | 2021              | 15,1 km   | 23       | leggera   | VAL 208            | 155.000                       | 25 min               | 29           |

## Storia

### Primi progetti degli anni 1920
I primi progetti ebbero inizio a partire dai primi anni venti del Novecento, quando l'eclettico imprenditore piemontese Riccardo Gualino si fece promotore di un grande piano di ristrutturazione del centro storico di Torino e specialmente della zona adiacente alla vecchia via Roma, ormai troppo stretta e angusta. Dai progetti preliminari si intuiva una grande trasformazione dell'area urbana interessata, che prevedeva anche la realizzazione di una metropolitana sotterranea sull'esempio di Parigi e Londra, che Gualino ben conosceva e i cui treni elettrici sarebbero stati prodotti dalla Piaggio mediante una sua azienda consociata. Tuttavia, dopo aver presentato i progetti preliminari al Comune di Torino, il progetto della nuova via Roma si arenò e fu momentaneamente accantonato. 
Fu soltanto nel 1931 che un nuovo progetto della via stessa, a opera di Marcello Piacentini, fu approvato e il suggerimento di far transitare una metropolitana sotto via Roma fu mantenuto, tanto che durante i grandi lavori di scavo e costruzione, venne predisposto un vano sotterraneo che percorreva la via centrale. 
Il progetto per sfruttare gli spazi sotterranei di via Roma, che nel frattempo erano stati dedicati a ospitare attività espositive e fieristiche, venne ripreso negli anni 1950 ma fu nuovamente accantonato a causa dell'insufficiente larghezza della galleria.
Questi stessi spazi, cui con il tempo se ne sono aggiunti altri realizzati sotto piazza San Carlo e via Roma, fanno oggi parte di un vasto sistema di parcheggi sotterranei comunicanti gestiti congiuntamente dall'ACI e dal GTT e che si estendono in continuità da piazza Carlo Felice a Piazza Castello.

### Progetti degli anni 1960
Nel corso degli anni sessanta, dopo l'esperimento della monorotaia di Torino, realizzata in via sperimentale nel contesto di Italia '61, venne costituita la Società per la Metropolitana Torino (SMT), con sede in via Santa Teresa e con l'obiettivo di dotare la città di questa infrastruttura. Si compirono alcuni studi di fattibilità e i primi scavi esplorativi in zona Crocetta su un progetto che ipotizzava un sistema di gallerie di circa 7 chilometri sotto la zona centrale.
In seguito il progetto venne scartato a favore di una soluzione che prevedeva un collegamento sotterraneo tra gli stabilimenti della Fiat Mirafiori con i maggiori quartieri operai della periferia. Il progetto era anche voluto dalla stessa azienda automobilistica ma tuttavia mai realizzato. 
Nel pieno del boom economico si ipotizzava una crescita esponenziale della città, che avrebbe potute raggiungere una popolazione di un milione e mezzo di abitanti in pochi anni. Tuttavia, mentre già altre grandi città nel paese stavano completando la loro prima linea della metropolitana, Torino rimase a guardare. 

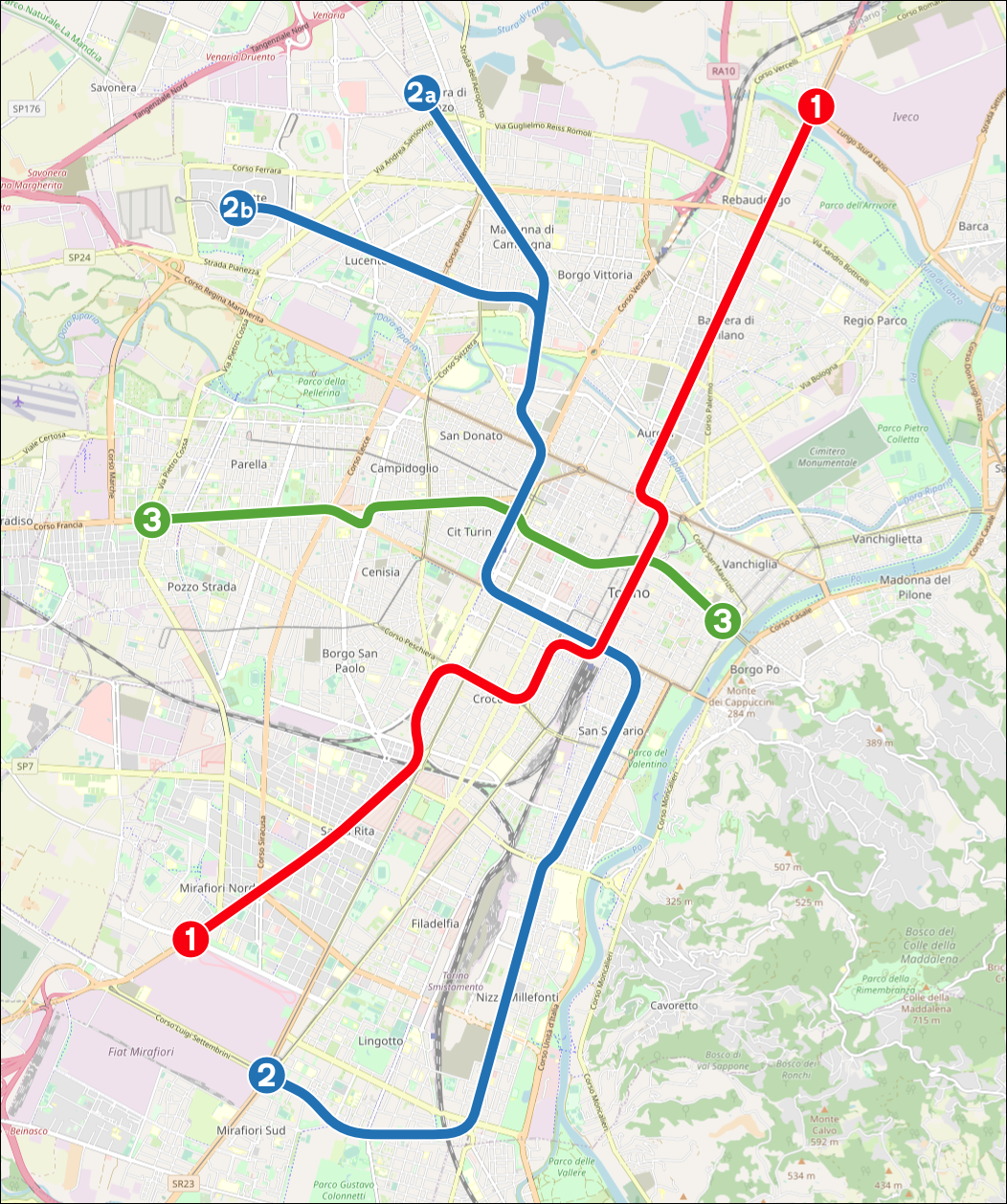
Schema del progetto ATM del 1963

Nel 1963 la società ATM si mise al lavoro e in due anni presentò un progetto che prevedeva tre linee completamente sotterranee su ferro, due delle quali avevano come capolinea proprio lo stabilimento di Mirafiori. La prima linea si sarebbe avviata lungo Corso Orbassano, passando per Santa Rita e Crocetta, Porta Nuova interscambio con la stazione FS), Piazza Castello, Porta Palazzo, Corso Giulio Cesare sino al fiume Stura di Lanzo. Una seconda linea avrebbe iniziato la sua corsa in Piazza Caio Mario, passando per il Lingotto, il quartiere San Salvario, nuovamente Porta Nuova e la stazione Porta Susa, oltrepassando San Donato e aprendosi su due diramazioni periferiche: una verso il quartiere Le Vallette e l'altra su Madonna di Campagna. Una terza linea invece avrebbe solcato Corso Francia per giungere verso la stazione Porta Susa, Via Cernaia, Piazza Castello, Via Po e infine Piazza Vittorio Veneto.
Nel 1964, vista la stretta creditizia sulle vendite a rate e le immatricolazioni di auto, la FIAT fu costretta a licenziare molti operai e il progetto si arenò. Solo nel 1967 l'economia, e l'industria in particolare, videro una ripresa e si tornò a parlare del progetto, istituendo anche una nuova società ad hoc: la Società per la Metropolitana di Torino. Venne anche costruito un prototipo con una pista di collaudo nei pressi di Chivasso. Dall'idea del metrò interamente su ferro si passò a un compromesso in parte su ferro e in parte su gomma, prendendo spunto da quanto realizzato a Parigi.
Dopo la crisi petrolifera del 1973 e l'austerity, che portarono sia l'Italia sia il resto d'Europa a limitare la circolazione dei veicoli, la città rivide al ribasso le proprie prospettive di lavoro. Nell'autunno del 1975, l'insediamento della giunta comunale di sinistra guidata dal sindaco Diego Novelli, che era contraria al progetto, vide un totale abbandono dell'opera.

### Gli anni 1980 e le metrotranvie

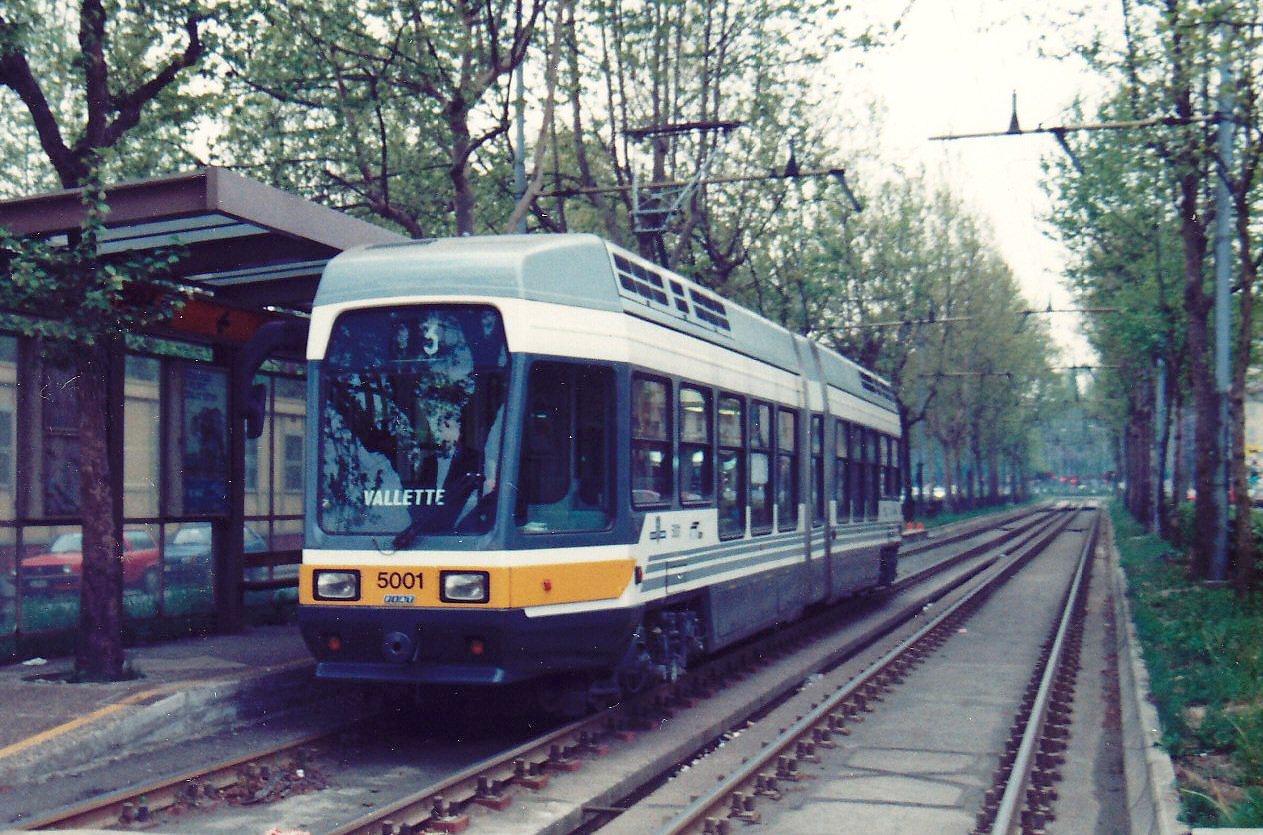
Tram 5001 della linea 3 fotografato nel 1990. Si nota che la vettura corre in sede riservata (metrotranvia).

All'inizio degli anni 1980 l'amministrazione del sindaco Novelli pensò di dotare la città di un sistema alternativo alla metropolitana ipogea, optando invece per una "metropolitana leggera" (secondo la dicitura dell'epoca): si prevedeva la riforma della già esistente rete tranviaria attraverso la realizzazione di cinque linee di metrotranvia, che avrebbero percorso le maggiori direttrici cittadine in superficie o anche in galleria artificiale. Il progetto prevedeva 5 linee, numerate da 1 a 5, ma solo parte della linea 3 fu completata con le caratteristiche previste, mentre la 1 e la 4 vennero gestite come linee tranviarie ordinarie e la 2 e la 5 furono esercite fin dall'inizio con autobus, senza che venissero mai posate le rotaie ed acquistati i tram necessari. Questa fase "provvisoria" fu avviata il 2 maggio 1982, nel quadro di una riorganizzazione completa del servizio autotranviario. Un'altra linea metrotranviaria, la 9, fu istituita in occasione del campionato mondiale di calcio 1990 disputato in Italia, ma in seguito diventò una tranvia ordinaria. La linea 4 ha continuato invece a operare come metrotranvia ed è pertanto l'unica realizzata del progetto di riforma del 1982.

### Progetto degli anni 1990 e realizzazione della prima linea

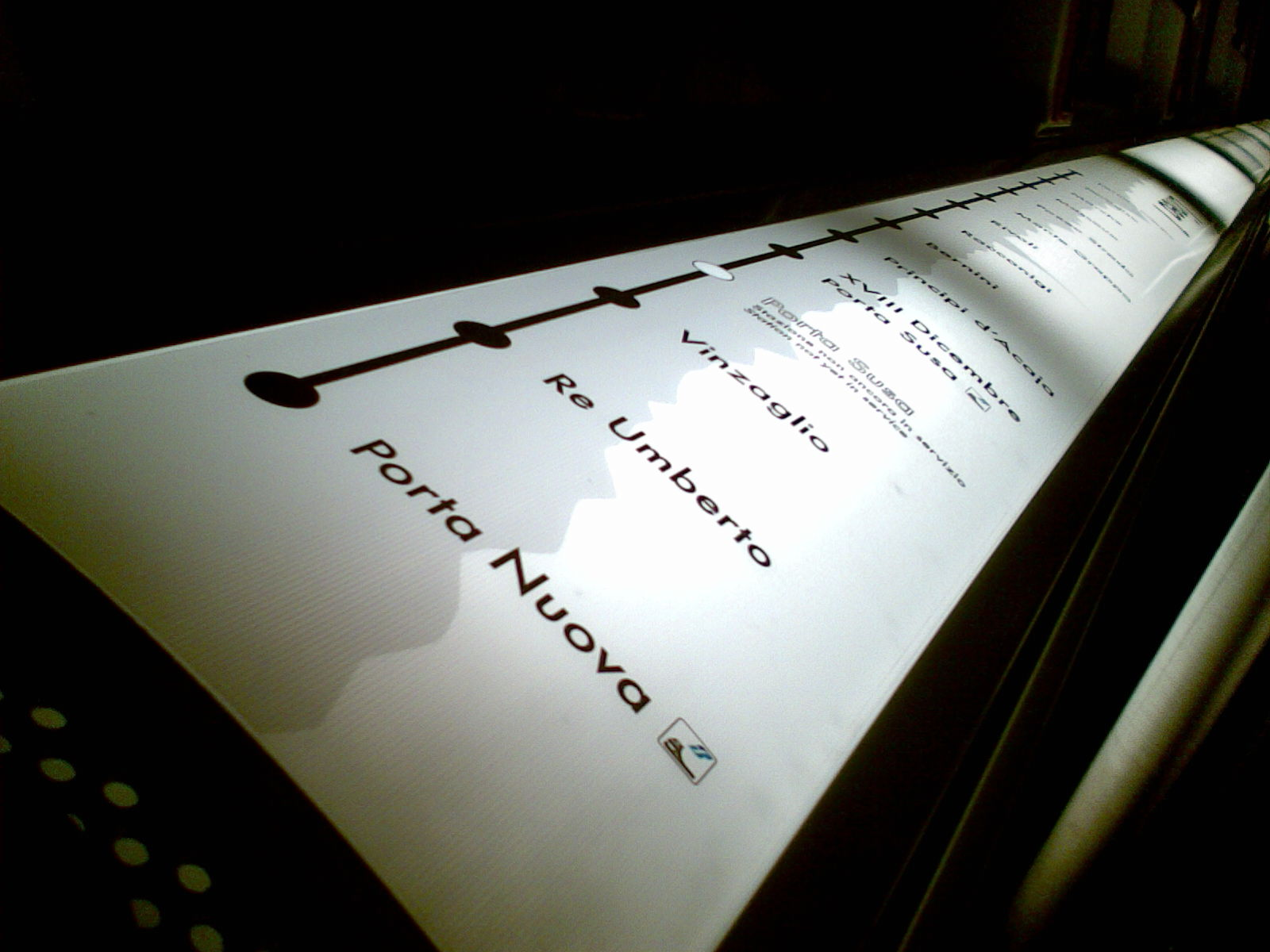
Indicatore delle fermate su un convoglio 2007

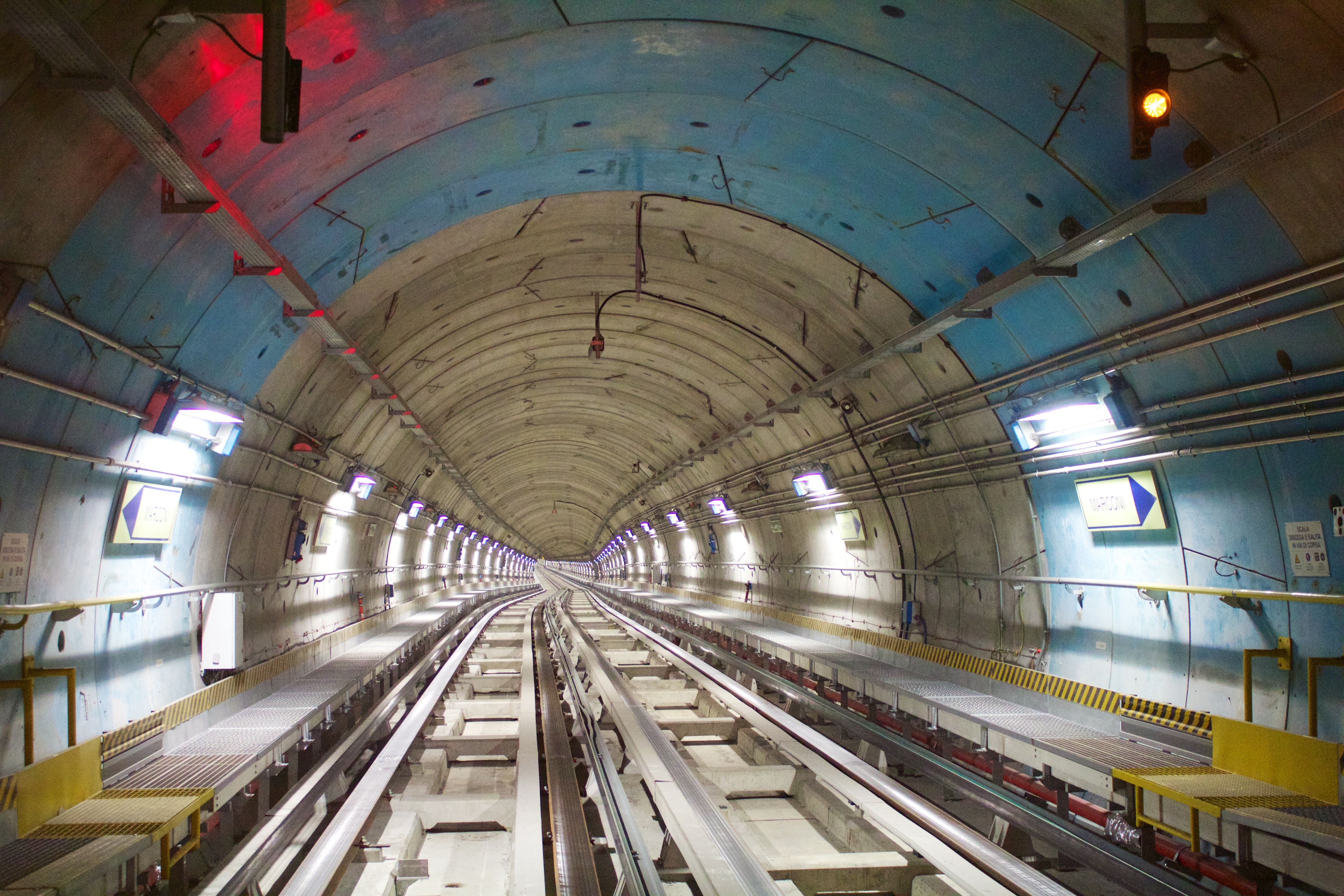
Galleria della linea 1

Dopo uno studio del novembre del 1990 per una linea senza conducente su una delle due possibili tratte, Porta Susa-Rivoli oppure Porta Susa-Lingotto, i fondi stanziati non furono sufficienti e il progetto venne momentaneamente sospeso. Per il recupero bisognava attendere l'aprile 1999. La fusione dell'ATM con la SATTI diede origine al Gruppo Torinese Trasporti (GTT), che si impose l'obiettivo di dotare la città di una linea metropolitana vera e propria, basata sul nuovo sistema VAL, e di ottenere un finanziamento statale del 60% a tale scopo. Nello stesso anno venne approvata un'ulteriore variante al progetto, aggiungendo ai 9,6 km della linea altri 3,6 km di prolungamento da Porta Nuova alla fermata del Lingotto presso Lingotto Fiere Expo e la stazione di Torino Lingotto.
I primi lavori per la realizzazione della linea 1 incominciarono ufficialmente il 19 dicembre del 2000, nel quadro dei lavori previsti in occasione dei XX Giochi olimpici invernali ospitati dal capoluogo piemontese. Il 4 febbraio 2006, cinque giorni prima dell'inizio della manifestazione olimpica, venne inaugurata la tratta dal capolinea Fermi nel limitrofo comune di Collegno a piazza XVIII Dicembre. Il 5 ottobre 2007 venne attivato il prolungamento da XVIII Dicembre a Porta Nuova, comprendente le fermate intermedie di corso Vinzaglio e di corso Re Umberto, oltre a quella di Porta Susa, che fu attivata solo in seguito già dal 9 settembre 2011 poiché non era ancora terminata la costruzione della corrispondente stazione ferroviaria interrata. L'inaugurazione della prima tratta di Porta Nuova-Lingotto avvenne il 6 marzo 2011.
L'ulteriore prolungamento della linea 1 dal Lingotto a piazza Bengasi venne approvato nel 2008 e nel corso del 2009 vennero assegnati i fondi dal CIPE (Comitato Interministeriale per la Programmazione Economica) il cui costo fu di circa 193 milioni di euro, di cui il 60% a carico dello Stato e il restante 40% delle istituzioni locali per il suo completamento: nella prima metà del 2012 incominciarono i lavori preliminari per la realizzazione della fermata di piazza Bengasi. Le molte difficoltà tecniche ed organizzative intervenute e la rinuncia della ditta vincitrice fecero decisamente allungare i tempi previsti.
Nel luglio 2014 vennero definiti i nuovi tempi di realizzazione con la nuova ditta incaricata dell'esecuzione dei lavori e la previsione di apertura della tratta venne fissata a fine anno 2017, ma ulteriori difficoltà operative hanno ridefinito la data prevista per la fine dei lavori alla fine dell'anno 2019. La previsione dell'apertura del tratto è ancora slittata alla fine del 2020 e successivamente ai primi quattro mesi del 2021 (per esattezza nell'aprile 2021).
Il 7 giugno 2018 la talpa Masha che eseguì lo scavo del tunnel tra Piazza Bengasi e il Lingotto aveva terminato i suoi lavori., e nello stesso anno la Regione Piemonte, sotto la guida del presidente Sergio Chiamparino (in precedenza sindaco di Torino), approvò anche il prolungamento a ovest lungo l'asse di corso Francia fino a Rivoli.
Nel 2015, in base a un preciso scadenzamento per ottenere i fondi necessari, venne completata la progettazione definitiva per l'estensione tra l'attuale capolinea Fermi nel comune di Collegno e il nuovo capolinea Cascine Vica nel comune di Rivoli, e a fine 2019 sono iniziati i lavori per questa tratta.
Il 12 gennaio 2021 sono iniziati i test di collaudo dell'ultima tratta della linea Lingotto - Bengasi eseguiti fino al 26 marzo 2021 per verificare anche il funzionamento di impianti e segnaletica di galleria. L'apertura al servizio commerciale di questa tratta è avvenuta il 23 aprile 2021.
Dal 7 agosto al 3 settembre 2023 e di nuovo dal 3 agosto al 1º settembre 2024, l'esercizio sull'intera linea è stato sospeso per lavori di manutenzione infrastrutturale e potenziamento tecnologico, che hanno visto l'installazione del nuovo sistema di controllo digitale CBCT al posto del vecchio sistema VAL analogico in cui la tratta della metropolitana è stata sostituita da bus M1.

### Cronologia
| Data             | Tratta o stazione            | Numero di stazioni inaugurate |
| ---------------- | ---------------------------- | ----------------------------- |
| 4 febbraio 2006  | Fermi - XVIII Dicembre       | 11                            |
| 5 ottobre 2007   | XVIII Dicembre - Porta Nuova | 3                             |
| 6 marzo 2011     | Porta Nuova - Lingotto       | 6                             |
| 9 settembre 2011 | Porta Susa                   | 1                             |
| 23 aprile 2021   | Lingotto - Bengasi           | 2                             |

## Frequentazione

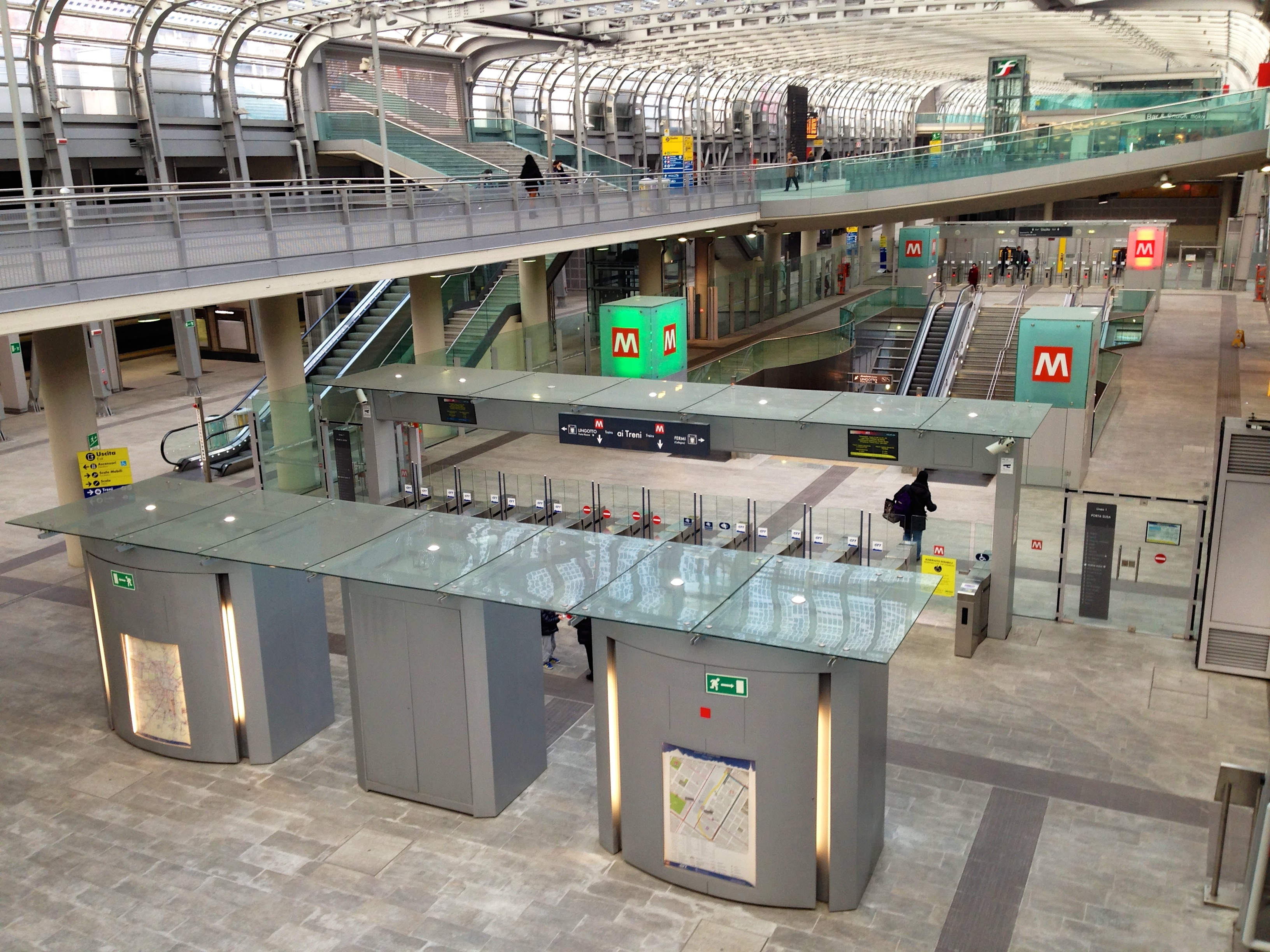
Torino Porta Susa, stazione d'interscambio tra la metropolitana e le FS

Nei primi 14 anni di esercizio pubblico la metropolitana ha avuto una crescita costante di passeggeri; il trend si è invertito solo nella primavera del 2020 a causa della pandemia di COVID-19. Nel primo anno di esercizio, dai 20 000 utenti giornalieri di febbraio — un inizio stentato che ha attirato alcune critiche, come quella formulata in Comune da un capogruppo di minoranza, in quanto poco utilizzata e costosa — si è saliti già ad aprile a 28 000 e il 2 ottobre 2006 si è superata per la prima volta la quota di 40 000.
In seguito, l'incremento più significativo si è verificato soprattutto in occasione dei prolungamenti a Porta Nuova e al Lingotto. A fine 2007, la media dei passeggeri era di 67 000 unità al giorno. Nel 2009 sono state raggiunte le 90 000 unità al giorno, per superare le 130 000 con il prolungamento del percorso e l'apertura della fermata Porta Susa nel 2011 con un totale annuo di circa 34,2 milioni. Durante gli eventi speciali si è arrivati a punte di 200 000 passeggeri e nel 2015 si è registrato un aumento del 3,3% rispetto all'anno precedente.
| anno | anno |  | passeggeri | passeggeri |
| --- | ---- |  | ---------- | ---------- |
| 2024 | 2024 |  | 38 600 000 |            |
| 2023 | 2023 |  | 36 500 000 |            |
| 2022 | 2022 |  | 33 000 000 |            |
| 2021 | 2021 |  | 24 000 000 | 4 5        |
| 2020 | 2020 |  | 18 700 000 | 4          |
| 2019 | 2019 |  | 43 000 000 |            |
| 2018 | 2018 |  | 42 500 000 |            |
| 2017 | 2017 |  | 41 970 000 |            |
| 2016 | 2016 |  | 42 000 000 |            |
| 2015 | 2015 |  | 41 119 000 |            |
| 2014 | 2014 |  | 39 815 000 |            |
| 2013 | 2013 |  | 38 748 000 |            |
| 2012 | 2012 |  | 38 635 000 |            |
| 2011 | 2011 |  | 34 238 000 | 3          |
| 2010 | 2010 |  | 21 984 000 |            |
| 2009 | 2009 |  | 21 980 000 |            |
| 2008 | 2008 |  | 20 509 000 |            |
| 2007 | 2007 |  | 12 433 000 | 2          |
| 2006 | 2006 |  | 7 880 000  | 1          |
| note 1 da febbraio tratta Fermi ↔ XVIII Dicembre 2 da ottobre XVIII Dicembre ↔ Porta Nuova 3 da marzo Porta Nuova ↔ Lingotto 4 pandemia COVID-19 5 da aprile Lingotto ↔ Bengasi |      |  |            |            |

Con la progressiva estensione della linea, il trasporto pubblico di superficie ha subito delle riduzioni: sono state accorciate le linee che avevano il percorso in comune con la metropolitana (linee 1, 36, 38 su corso Francia, linee 1, 34, 35, 45 su via Nizza) e si è "spinto" all'interscambio della rete torinese dei trasporti.
L'aumento di passeggeri ha anche portato a una diminuzione del traffico privato su strada. Si stima che le persone che hanno rinunciato all'auto privata per il mezzo pubblico siano state circa 12 000 all'inaugurazione nel 2006 e altre 10 000 alla fine del 2007.
Passeggeri per:
- mese: 1,43 milioni
- settimana: 902.000
- record mensile (ottobre 2015): 4.160.000
- giorno feriale: 155.000
- giorno festivo: 66.000
- record giornaliero: 202.000

## Costi
Il costo per la realizzazione della linea ad oggi in esercizio è stato di 1 511,44 milioni di euro, di cui 741 milioni per la tratta Fermi-Porta Nuova di 9,58 km (77,4 milioni/km), 305 milioni per la tratta Porta Nuova-Lingotto di 3,57 km (85,4 milioni/km), 193,6 milioni per la tratta Lingotto-Bengasi di 1,88 km (103 milioni/km) e 271,84 milioni di euro per la tratta Fermi-Cascine Vica di 3,40 km (80 milioni/km).
Il costo complessivo della linea, comprese le infrastrutture connesse e i 37 treni, ammonta a 1920 milioni di euro attualizzato a valori 2022. Il costo per la gestione è di 25,6 milioni di euro l'anno, al quale bisogna sottrarre gli introiti da biglietti venduti per 7,5 milioni di euro.

## Caratteristiche tecniche
La metropolitana di Torino è una metropolitana su gomma a guida automatica costruita dalla società francese Matra, in seguito acquistata dalla Siemens, che utilizza 58 convogli con lunghezza di 26 metri, accoppiati per formare composizioni da 52 metri ciascuno. Con una velocità commerciale di 32 km/h, la capacità della linea è di 15 000 persone l'ora. Nelle ore di punta, l'intervallo tra un treno e l'altro si può ridurre fino a 69 secondi.

### Il tragitto
Il percorso della linea è lungo 15,1 km e conta in questo momento 23 stazioni con un tempo totale di percorrenza di 25 minuti.
Il capolinea Fermi e il deposito sono ubicati a fianco del Parco della Certosa di Collegno, al di fuori del territorio torinese. Gli edifici e la sistemazione esterna del deposito sono stati progettati dagli architetti Thomas Muirhead (Londra) e Giovanni Brino (Torino) e comprendono non solo il deposito, ma anche gli uffici direzionali, il P.C.C. (Posto comando e controllo) del sistema e le officine di manutenzione.
In città la metropolitana ricalca il percorso della linea tramviaria di superficie 1 creata dopo la riforma del 1982, lungo il rettilineo di corso Francia, per continuare in piazza XVIII Dicembre, corso Vittorio Emanuele II e via Nizza, toccando le stazioni ferroviarie Porta Nuova e Porta Susa sotterranea e lo storico stabilimento della FIAT del Lingotto, terminando il percorso in piazza Bengasi.

### Le stazioni

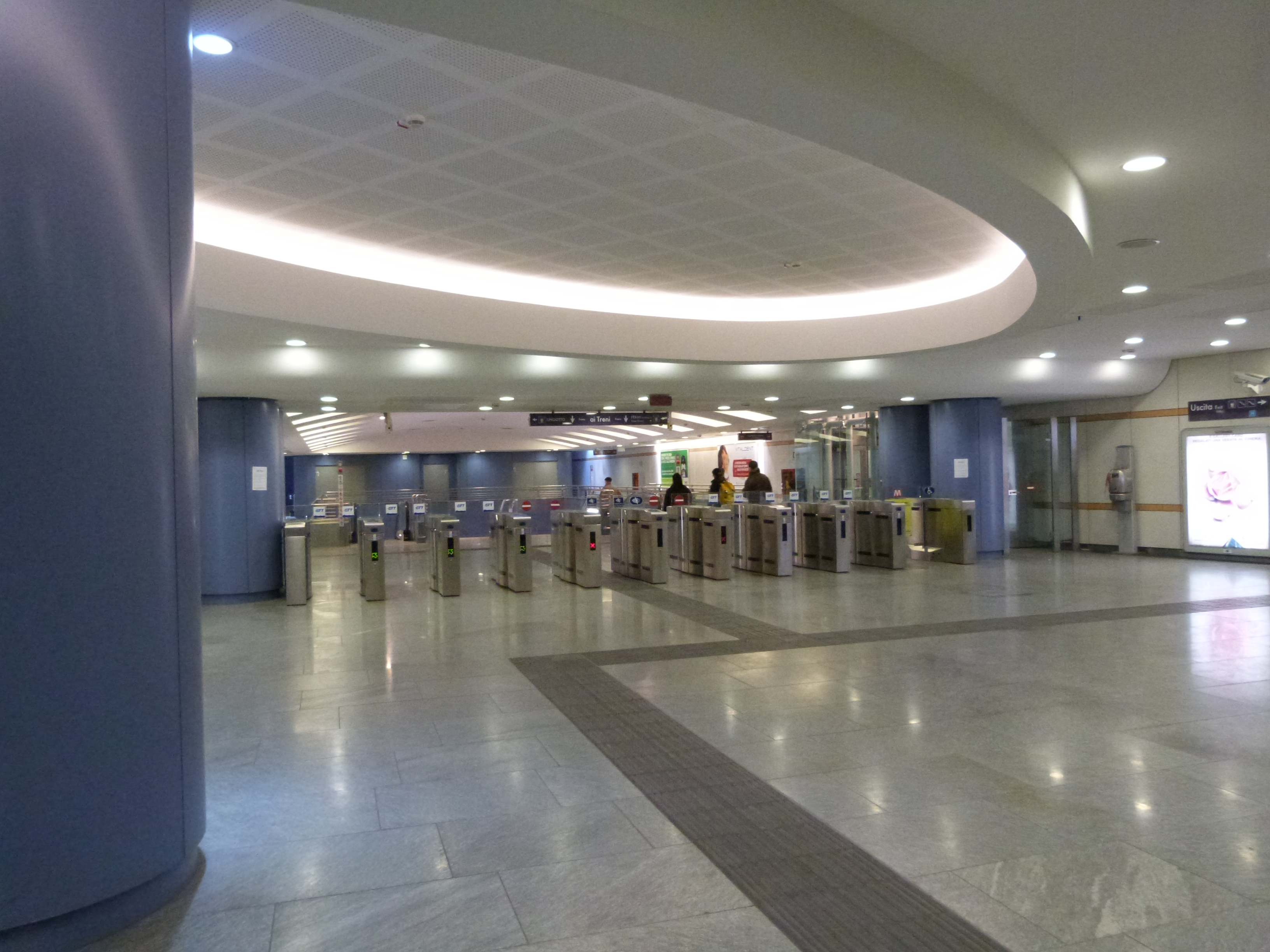
Varchi d'accesso alla metropolitana nella stazione Spezia

Le stazioni, distanti in media 0,5 km, hanno una lunghezza delle banchine di 52 metri; solo quelle di XVIII Dicembre e Porta Nuova vantano maggiori dimensioni. Tutte queste strutture sono state disegnate dallo studio Bernard Kohn & Associés.
Le stazioni stesse della metropolitana di Torino sono state concepite per velocizzare il più possibile i flussi dei passeggeri, pertanto non ospitano al loro interno servizi e attività commerciali. Non sono presenti addetti alla sorveglianza nelle stazioni, che sono controllate da remoto tramite telecamere, ma è possibile richiedere assistenza attraverso numerosi interfoni presenti in stazione. Viene utilizzato il logo segnaletico standard delle metropolitane italiane, quadrato con la lettera "M" bianca su sfondo rosso per indicarlo.
La caratteristica peculiare delle stazioni del capoluogo piemontese è l'assenza di collegamento tra la banchina e la via di corsa del treno. L'automatizzazione della linea ha previsto l'adozione delle porte di banchina, che sono collocate esattamente in corrispondenza delle porte del treno e si aprono solo quando esso è arrivato in stazione e si è completamente fermato nella posizione corretta. La metropolitana di Torino è stata il primo esempio in Italia di metropolitana automatica e dotata di porte di banchina.

### Il materiale rotabile

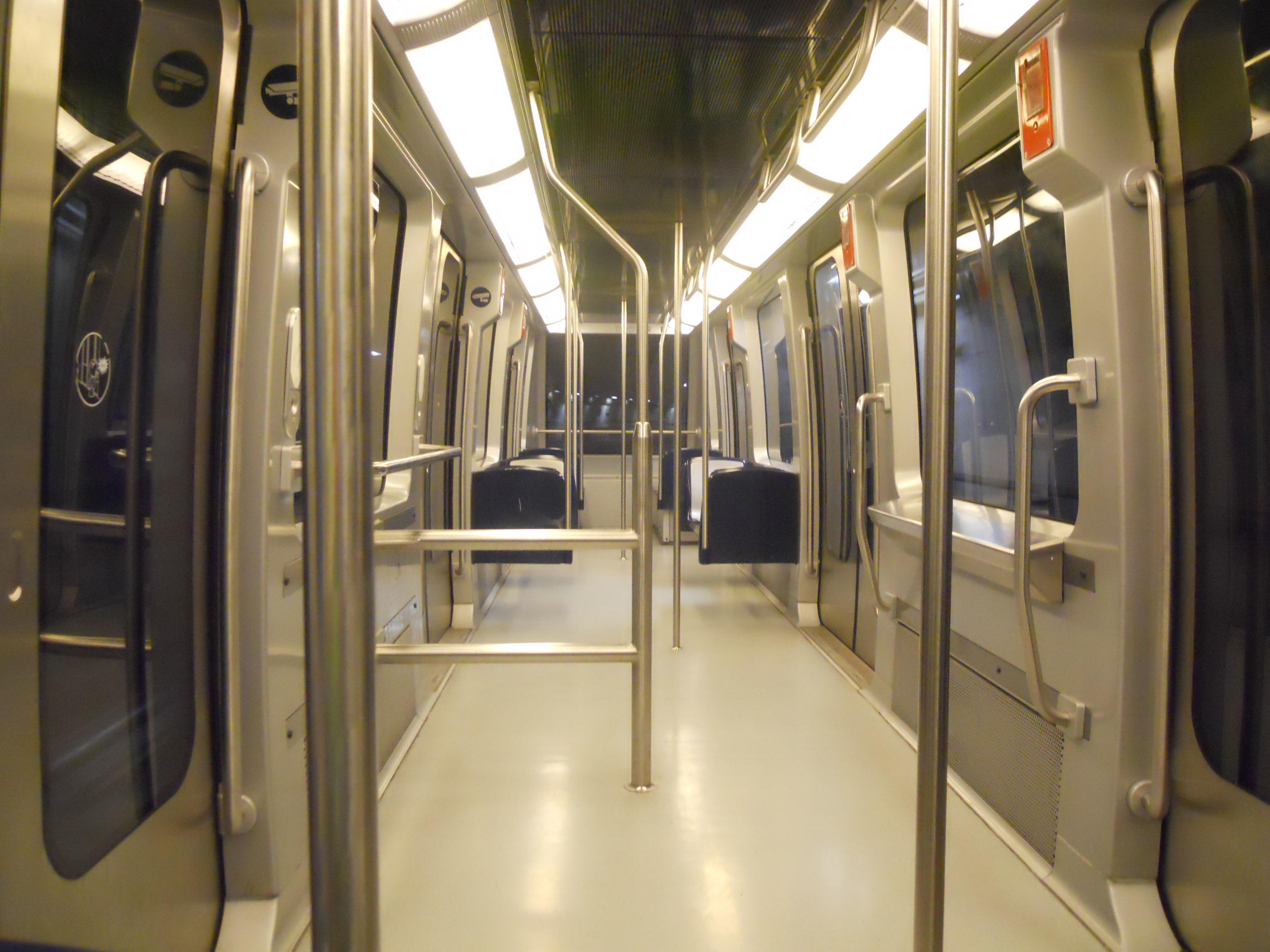
Interno di una vettura VAL

Il sistema utilizzato per la metropolitana di Torino è il VAL 208. Quello del capoluogo piemontese è l'unico sistema VAL a impiegare convogli da 52 metri, ottenuti mediante l'accoppiamento di 2 veicoli bidirezionali da 26 metri, ciascuno composto dall'unione di due vetture da 13 metri e con una capacità, tra posti a sedere e in piedi, di 440 passeggeri, più alta dello standard previsto per la metropolitana leggera. Il numero 208 all'interno della sigla del convoglio ne identifica la larghezza pari a 2,08 m. Ogni vettura è dotata di tre porte su entrambi i lati e offre un'ampia modularità di posti a sedere: può trasportare 15 passeggeri seduti e 61 in piedi. In origine erano presenti gli strapuntini laterali, poi rimossi.
Il convoglio è dotato di ruote gommate che scorrono su guide d'acciaio: questo consente una maggiore aderenza e sicurezza in caso di frenate di emergenza, oltre a permettere al treno di superare maggiori pendenze rispetto alle normali metropolitane con ruote in ferro. Ogni ruota portante è azionata da un motore elettrico autonomo, per evitare il rischio di un possibile blocco in linea: in questo sistema, se un motore dovesse guastarsi, gli altri continuerebbero a funzionare, permettendo di non interrompere il servizio. I convogli viaggiano su binari con scartamento di 1620 mm; la trazione è elettrica mediante terza rotaia alla tensione di 750 V in corrente continua.

### Orario di apertura
| Giorno                 | Inizio servizio | Fine servizio | Ultima partenza da Fermi | Ultima partenza da Bengasi |
| ---------------------- | --------------- | ------------- | ------------------------ | -------------------------- |
| Lunedì                 | 5:30            | 22:00         | 21:30                    | 21:30                      |
| Dal martedì al giovedì | 5:30            | 22:00         | 21:30                    | 21:30                      |
| Venerdì e sabato       | 5:30            | 1:30          | 1:00                     | 1:00                       |
| Domenica               | 7:00            | 22:00         | 21:30                    | 21:30                      |

Il lunedì la chiusura è anticipata per esigenze tecniche legate alla manutenzione.
Ultimamente, tutti i giorni della settimana eccetto il venerdì ed il sabato, GTT ha ridotto la fascia oraria per consentire i lavori per il prolungamento della metro verso Cascine Vica 

Nei giorni dal lunedì al giovedì e domenica, nelle fasce orarie in cui la metro non è attiva, è in servizio una linea di bus sostitutivi denominata M1S.

## Progetti in corso

### Prolungamenti della linea 1

#### Prolungamento ovest
Un progetto preliminare del 2003 prevedeva l'estensione della Linea 1 fino al comune di Rosta. Il primo lotto, fino a Cascine Vica, è attualmente in costruzione, per il secondo lotto fino al centro di Rivoli è stato presentato il Progetto di Fattibilità Tecnica nell'ambito del PNRR, mentre per il terzo lotto esistono diverse ipotesi preliminari di tracciato.

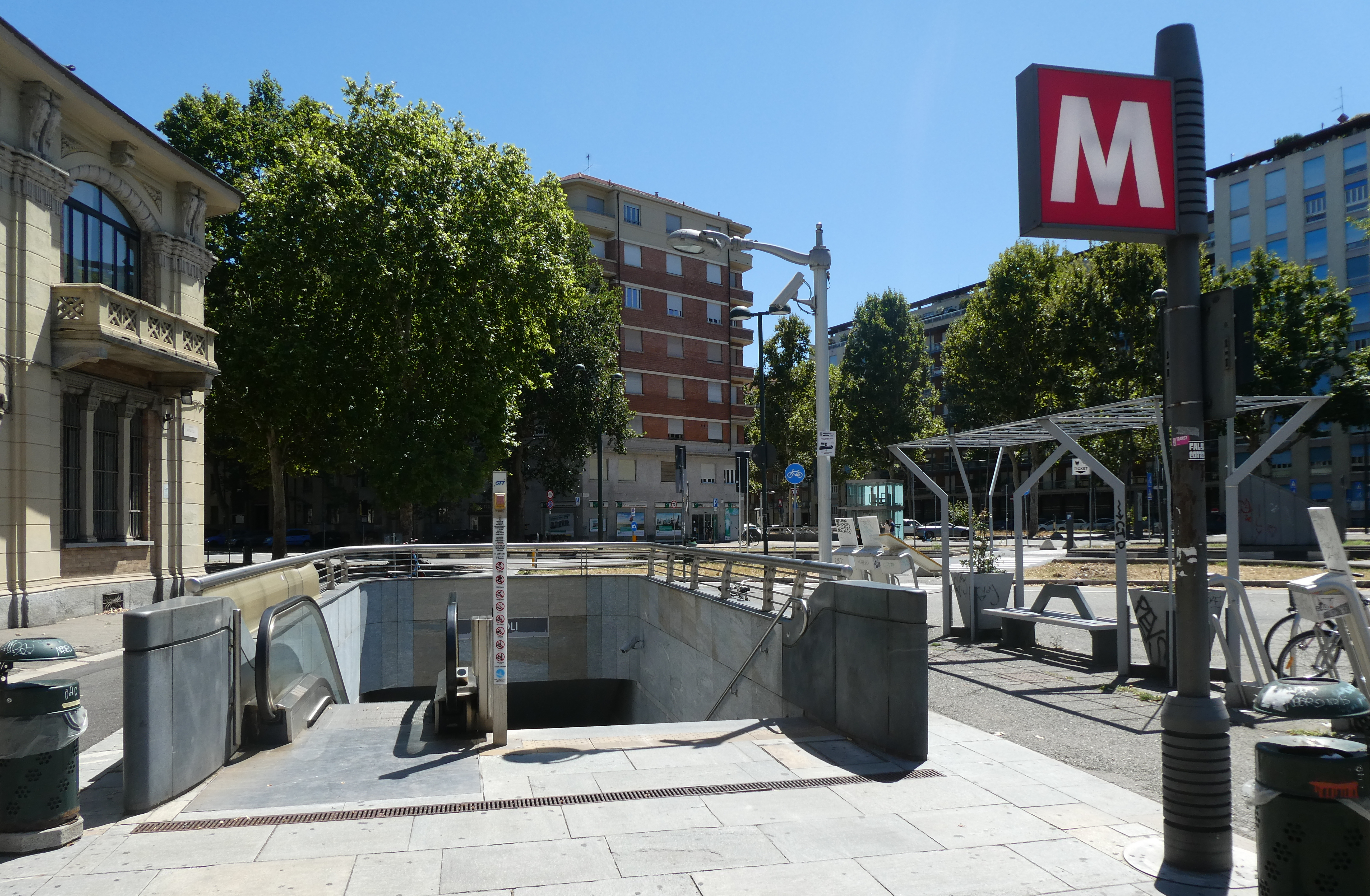
Ingresso della stazione Rivoli, situata nell'omonima piazza

##### Lotto Fermi - Cascine Vica
Il giorno 5 dicembre 2019 è stato inaugurato, alla presenza dei sindaci di Torino, Grugliasco, Collegno e Rivoli, l'inizio ufficiale dei lavori di prolungamento della Linea 1 verso Rivoli. Seguendo il progetto sarà realizzato un tunnel, della lunghezza di circa 3,4 km. Le stazioni intermedie saranno Certosa (stazione ferroviaria di Collegno), Collegno centro e Leumann. Il costo delle operazioni è stato quantificato in 271,84 milioni di euro, interamente coperti da finanziamento statale. Il 2 agosto 2023 sono terminati gli scavi del nuovo tratto di tunnel. La messa in esercizio della nuova tratta è prevista per il secondo semestre 2026.

##### Lotto Cascine Vica - Rivoli Centro
Il 9 febbraio 2021 il comune di Torino e la Città Metropolitana di Torino hanno finanziato, per un valore di 983.000 euro, il progetto preliminare per l'estensione della linea che prevede la realizzazione di due stazioni, San Paolo e Rivoli Centro, interamente nel Comune di Rivoli. La galleria sotto corso Francia sarà lunga 2,3 chilometri.

##### Prolungamento oltre Rivoli Centro
Attualmente sono ipotizzati tre percorsi alternativi di prolungamento oltre la stazione di Rivoli Centro:
1. Direzione ovest, sotto la collina di Rivoli, con la realizzazione di tre nuove stazioni: Rivoli Castello, De Gasperi e Frejus.
2. Direzione nord, lungo corso Susa con due nuove stazioni, fino all'autostrada A32
3. Direzione sud, lungo corso XXV Aprile e via Rivalta, con due nuove stazioni, giungendo all'Ospedale di Rivoli

Attualmente non sussiste un cronoprogramma di sviluppo per questo lotto.

#### Prolungamento sud

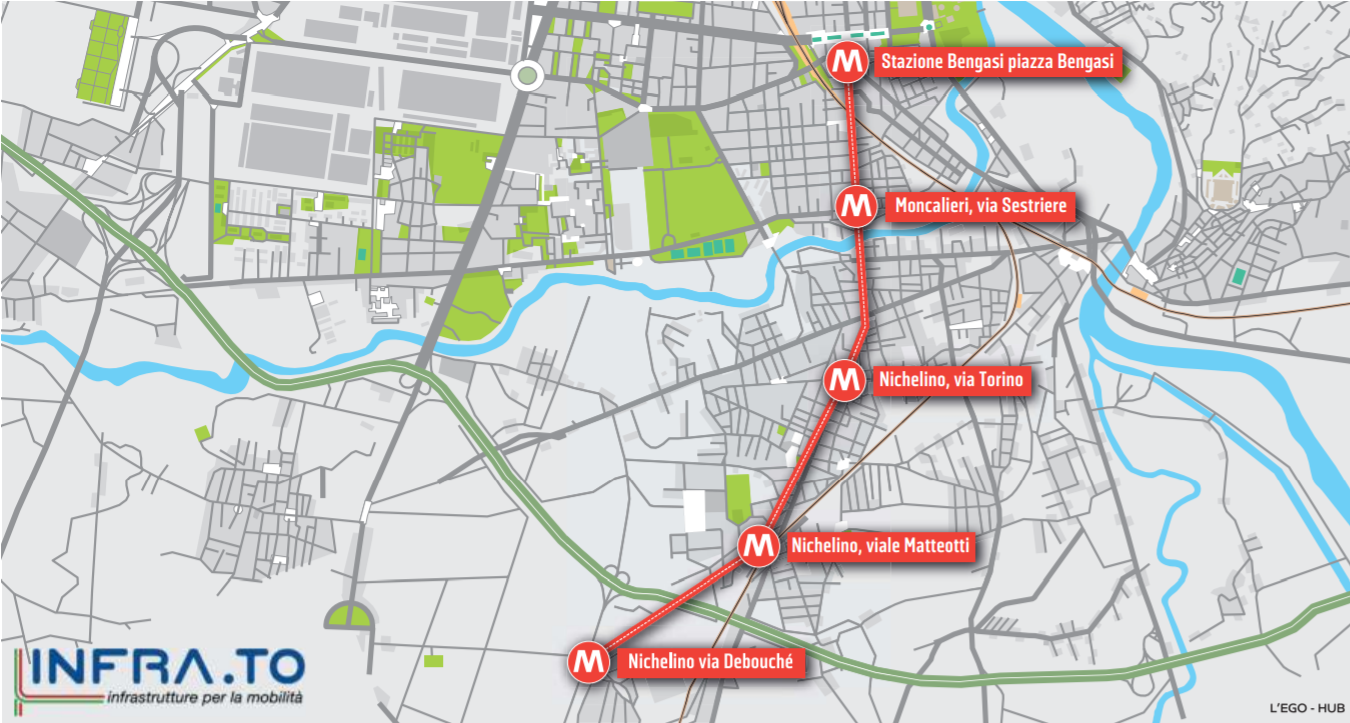
Prolungamento linea 1 previsto verso Moncalieri e Nichelino

##### Tratta Bengasi - Nichelino via Debouchè
Il Comune di Nichelino ha espresso interesse per il prolungamento della linea attraverso il suo territorio. Nel corso degli anni precedenti sono stati presentati diversi documenti politici in merito che hanno portato a metà del 2020 al mandato a Infrato per uno studio di fattibilità dell'estensione della linea all'interno del comune di Nichelino. Tale ipotesi prevedrebbe nuove fermate e l’interscambio con la linea 2 del servizio ferroviario metropolitano.
Al 30 luglio 2021 è stato presentato il masterplan relativo al prolungamento sud. Il tracciato si sviluppa dall'odierno capolinea di piazza Bengasi attraverso il comune di Moncalieri con una fermata in via Sestriere, e tre nel comune di Nichelino ubicate in via Torino, via Matteotti e per finire il capolinea in via Debouchè (in corrispondenza dell'omonimo svincolo della tangenziale sud). Il costo complessivo dell'opera sarà di 480 milioni.

### Linea 2
La Regione Piemonte ha dato l'approvazione definitiva per la costruzione di una seconda linea di metropolitana a Torino. Gli enti locali sono stati concordi nel decidere che il percorso della linea 2 si dovrà dislocare dal quadrante nord est della città, verso il centro e il sud.
Per il percorso nord furono ipotizzati quattro possibili tracciati. L'ipotesi scelta in maniera definitiva, dopo lunghe discussioni, è quella di collegare piazza Castello al già dismesso Scalo merci di Torino Vanchiglia, riutilizzare la trincea ferroviaria dismessa che corre lungo via Gottardo e collegarsi alla stazione di Torino Rebaudengo Fossata, punto di interscambio con il servizio ferroviario metropolitano. A sud è stato determinato in origine nel seguente modo: dalla fine di Corso Orbassano in corrispondenza degli stabilimenti della Fiat Mirafiori, seguendo il corso sino al Politecnico, per poi svoltare a destra e arrivare in via Sacchi e da lì alla Stazione di Torino Porta Nuova (interscambio con la linea 1), via Roma fino a Piazza Castello.

Il tracciato della futura linea 2

La possibilità che enti privati potessero cofinanziare il progetto tramite il metodo della finanza di progetto portò nel 2008 a modificare la parte centrale del percorso. Dalla stazione di Torino Zappata, invece che per Corso Stati Uniti e via Sacchi, la linea 2 sarebbe passata davanti al Politecnico per corso Duca degli Abruzzi, da qui in asse a via Trieste fino a corso Stati Uniti, per poi girare in asse a corso Re Umberto, con interscambio con la linea 1 presso l'attuale stazione Re Umberto. Da qui la linea avrebbe proseguito fino a piazza Solferino, poi in asse a via Pietro Micca fino a piazza Castello. Le fermate previste nel tratto Politecnico - Piazza Castello erano: Stati Uniti, Vittorio Emanuele (poi Re Umberto), Solferino (due ipotesi), Castello (due ipotesi).
Fu messo inoltre allo studio un ulteriore prolungamento nella periferia sud di Torino: le fermate avrebbero dovuto situarsi nelle zone (Fornaci e Beinasco centro), Pasta di Rivalta e Orbassano Centro.
Il 2 settembre 2009 arrivò, da parte della Regione Piemonte, all'epoca guidata dalla presidente Mercedes Bresso, l'approvazione definitiva alla realizzazione della linea 2 della metropolitana.
Il 24 settembre 2011, dopo un incontro tra il sindaco Piero Fassino e gli assessori interessati, il percorso centrale venne nuovamente modificato. Il tracciato sarebbe passato, come originariamente previsto, sotto la centralissima via Roma, piazza San Carlo e Piazza Castello, realizzando una delle stazioni in corrispondenza con piazza C.L.N..
Nella seduta del Consiglio comunale del 19 marzo 2012 fu ribadito che la linea 2 doveva essere realizzata e che, probabilmente, il finanziamento del CIPE sarebbe arrivato nel 2013, essendo stato il primo progetto escluso nel 2012 nella graduatoria per le opere strategiche.
L'8 settembre 2013 fu annunciata la disponibilità dei finanziamenti per realizzare tre stazioni (Rebaudengo, Vercelli e Giulio Cesare) per collegare la Stazione di Torino Rebaudengo Fossata col polo ospedaliero del San Giovanni Bosco nel quartiere Regio Parco. Il bando statale metteva a disposizione 100 milioni di euro.
Il 30 dicembre 2014 la Giunta Comunale approvò il progetto di fattibilità della Linea 2, prevedendo di incominciare dal quartiere Barriera di Milano e dallo Scalo merci di Torino Vanchiglia. La nuova linea non avrebbe utilizzato il medesimo sistema VAL della linea 1 in quanto non più in produzione, ma una linea ferroviaria tradizionale oppure il sistema NeoVAL.
Il 20 ottobre 2015, in vista dell'elaborazione di un bando a novembre 2015, si decisero le linee guida della futura metropolitana, con carrozze ad alta tecnologia, 27 fermate su 14 km, un tracciato che non prevedrebbe più l'uso del passante ferroviario ma un itinerario completamente in sede propria, due capilinea a Rebaudengo in zona nord e Cimitero Parco a sud e due prolungamenti, verso Pescarito a Nord e verso Orbassano a sud.
Il 9 marzo 2016 fu pubblicata la gara internazionale per la progettazione preliminare della seconda linea. Il 30 agosto 2017 fu affidato alla società Systra l'appalto per la progettazione preliminare dell'opera, progettazione che si concluse entro il 12 dicembre 2018.
Il 20 novembre 2018 venne reso noto il percorso che si snoderà su un tracciato di 26,5 km, con 33 fermate fra le stazioni Anselmetti e Rebaudengo, e prevede anche prolungamenti a sud ovest, fino a Orbassano, e a nord est, fino a San Mauro Torinese, con la deviazione effettuata in via Bologna. Il progetto preliminare, comprensivo delle estensioni, dovrebbe essere completato entro settembre 2019, in modo da poter chiedere i finanziamenti ministeriali, pubblicare il bando e iniziare la realizzazione dell'opera entro il 2022.
Nell'aprile 2019 la Società Systra precisò in sede di audizione in Commissione Urbanistica comunale la previsione aggiornata di costo totale, che si aggirava attorno ai 4 miliardi di euro e i tempi di realizzazione, che si sarebbero dovuti aggirare in sette anni.
Il 30 ottobre 2019 la sindaca Chiara Appendino ottenne dal governo Conte lo stanziamento in legge finanziaria di 828 milioni di euro per la sua realizzazione.
È prevista la realizzazione degli interscambi col Servizio ferroviario metropolitano di Torino a Zappata, Porta Nuova e Rebaudengo, mentre i parcheggi d'interscambio saranno realizzati a Orbassano (circa 100 posti auto), Anselmetti (circa 650), San Mauro Aosta (circa 250 posti auto), San Mauro Pescarito (circa 2000) e Rebaudengo. Quest'opera sarà così in grado di collegare punti strategici della città: la Fiat Mirafiori, lo Stadio Olimpico Grande Torino, il Politecnico di Torino, il centro cittadino, il Campus Luigi Einaudi e l'Ospedale San Giovanni Bosco.
Il 4 febbraio 2020 la giunta comunale di Torino approvò il progetto di fattibilità tecnico-economica.
L'inizio dei lavori è in programma nel 2025. L'apertura della prima tratta Rebaudengo-Politecnico, comprendente due lotti, è prevista per il 2029. Il sindaco Stefano Lo Russo ha auspicato la possibilità di includere anche un terzo lotto negli appalti iniziali, fino a Piazza Santa Rita; questi ha anche spiegato che i prolungamenti verso nord saranno invece gestiti dalle amministrazioni locali dei comuni interessati, ovvero Settimo Torinese e San Mauro Torinese. Nell'aprile 2023 viene annunciata la nomina di un commissario straordinario per l'opera per accelerare i tempi della gara d'appalto e l'inizio dei lavori. Il 7 giugno 2023 Bernardino Chiaia, docente del Politecnico di Torino e amministratore delegato di Infra.To, viene nominato commissario straordinario per la linea 2.
Il progetto è valso a Infra.To il Premio OICE dell'ingegneria e dell'architettura relativo alle infrastrutture ferroviarie e metropolitane.

### Linea 3
L'ex sindaco di Torino, Chiara Appendino, ha pubblicamente sostenuto l'idea di una terza linea per il sistema metropolitano della città. Il materiale della campagna, pubblicato sul sito web dell'allora candidato durante le elezioni comunali di Torino del 2016, mostra la Linea 3 che utilizza binari che servivano la Ferrovia Torino-Ceres. Le potenziali stazioni servirebbero la comunità di Venaria Reale, Juventus Stadium e l'Aeroporto Internazionale di Torino. Dopo le elezioni, il vicesindaco e responsabile dell'urbanistica Guido Montanari ha espresso interesse nel riadattare la linea Torino-Ceres per far parte della rete metropolitana della città. Dopo di che, il consiglio comunale ha deciso di mantenere la linea ferroviaria Torino-Ceres con una nuova galleria e una nuova stazione, chiamata Torino Grosseto.
Nel 2019, il sindaco di Venaria, insieme ai primi cittadini di Pianezza, Druento, Cafasse, Alpignano, Fiano e Val della Torre, ha presentato una nuova proposta di metropolitana al sindaco di Torino Chiara Appendino. 
Il percorso toccherà la parte ovest della città: Stazione FS Torino Dora, Juventus Stadium, Ospedale Amedeo di Savoia, Ospedale Maria Vittoria, quartiere San Donato, Campidoglio, Parella, Cenisia, San Paolo, Mirafiori Nord e Piazza Caio Maio. La metropolitana prevederebbe l'interscambio in tre stazioni: Rivoli, Pitagora e Bengasi.